# Memorial Hermann Tower
La Memorial Hermann Tower est un gratte-ciel de 165 mètres de hauteur, construit à Houston au Texas de 2006 à 2009. 
L'immeuble abrite sur ses 33 étages un hôpital qui fait partie du Memorial Hermann Memorial City Healthcare Campus lui-même faisant partie du Texas Medical Center le plus grand centre médical du monde. 
C'est l'un des plus hauts immeuble du monde consacré aux services hospitaliers.
L'architecte de l'immeuble  est l'agence Morris Architects
La conception et la construction de l'immeuble ont coûté 335 millions de $.